# Скаполи
Скаполи (итал. Scapoli) је насеље у Италији у округу Изернија, региону Молизе.
Према процени из 2011. у насељу је живело 242 становника. Насеље се налази на надморској висини од 596 м.

## Становништво
| 1931. | 1936. | 1951. | 1961. | 1971. | 1981. | 1991. | 2001. | 2011. |
| ----- | ----- | ----- | ----- | ----- | ----- | ----- | ----- | ----- |
| 1.298 | 1.311 | 1.282 | 1.335 | 1.235 | 1.005 | 1.033 | 949   | 758   |